# Фюттерер, Хайнц
Хайнрих Людвиг (Хайнц) Фюттерер (нем. Heinrich Ludwig "Heinz" Fütterer; 14 октября 1931, Эльхесхайм-Иллинген — 10 февраля 2019, Эльхесхайм-Иллинген) — западногерманский легкоатлет, специалист по бегу на короткие дистанции. Выступал за сборную ФРГ по лёгкой атлетике в 1950-х годах, бронзовый призёр летних Олимпийских игр в Мельбурне, трёхкратный чемпион Европы, рекордсмен мира, победитель многих стартов международного и национального уровня.

## Биография
Хайнц Фюттерер родился 14 октября 1931 года в коммуне Эльхесхайм-Иллинген, Германия.
Заниматься лёгкой атлетикой начал в 1943 году в Карлсруэ, проходил подготовку под руководством Лоренца Хеттеля. Первого серьёзного успеха добился в 1949 году, став чемпионом Западной Германии в прыжках в длину, но затем перешёл в спринтерский бег, где его результаты оказались так же высоки. С 1950 года являлся подопечным тренера Роберта Сура, в 1951 году впервые выиграл западногерманское национальное первенство в беге на 100 метров. Как чемпион страны должен был принимать участие в Олимпийских играх 1952 года в Хельсинки, однако в конечном счёте из-за травмы вынужден был отказаться от участия в этих соревнованиях.
В 1953 году Фюттерер одержал победы на чемпионате ФРГ на дистанциях 100 и 200 метров, вошёл в основной состав немецкой национальной сборной и отметился первыми серьёзными победами на международном уровне. Конкурировал с американским спринтером Артом Брэггом на соревнованиях в Милане, Лондоне и Осло. Наконец, в Берлине сумел обойти Брэгга, показав результаты 10,4 и 21,1 на дистанциях 100 и 200 метров соответственно. После спортивного фестиваля в Париже, где Фюттерер пересёк финишную черту перед четырьмя чернокожими бегунами, французский обозреватель L’Équipe Гастон Мейер назвал его «белой молнией», и это прозвище закрепилось за ним на всю последующую карьеру.
Сезон 1954 года оказался одним из самых успешных в карьере Фюттерера. Так, на чемпионате Европы в Берне он завоевал золотые медали в беге на 100 и 200 метров, обогнав всех своих соперников на дорожке. На соревнованиях в Иокогаме повторил мировой рекорд Джесси Оуэнса на дистанции 100 метров — 10,2 секунды. В то время как на дистанции 200 метров сначала установил рекорд Европы (20,9) и вскоре в том же сезоне улучшил его (20,8). По итогам сезона был признан лучшим спортсменом Западной Германии и получил Серебряный лавровый лист, высшую спортивную награду страны.
В 1955 году Фюттерер в четвёртый раз стал чемпионом ФРГ в беге на 100 метров.
Благодаря череде удачных выступлений вошёл в состав Объединённой германской команды и удостоился права выступить на летних Олимпийских играх 1956 года в Мельбурне. В индивидуальном беге на 100 метров остановился на стадии четвертьфиналов, тогда как в эстафете 4 × 100 метров вместе с соотечественниками Лотаром Кнёрцером, Леонардом Полем и Манфредом Гермаром занял третьем место позади команд из Соединённых Штатов и Советского Союза — тем самым завоевал бронзовую олимпийскую медаль. За это выдающееся достижение так же был удостоен Серебряного лаврового листа.
На чемпионате Германии 1958 года стал третьим в беге на 100 метров, уступив Манфреду Гермару и Армину Хари. На спортивном фестивале в Кёльне установил мировой рекорд в эстафете 4 × 100 метров (39,5). В той же дисциплине выиграл чемпионат Европы в Стокгольме и на том принял решение завершить спортивную карьеру — чтобы больше времени проводить с семьёй.
Вне спорта работал в семейном рыболовном бизнесе, затем проявил себя как коммерческий представитель в сфере промышленности. Являлся сотрудником компании Puma. Выступал в качестве консультанта проектов спортивной застройки, в частности занимался устройством компактных и экологичных полей для гольфа.
16 мая 1977 года награждён кавалерским крестом ордена «За заслуги перед Федеративной Республикой Германия».
В 2011 году введён в Зал славы германского спорта.
Умер 10 февраля 2019 года в Иллингене в возрасте 87 лет.